# Lwówek Śląski
Lwówek Śląski (en allemand : Löwenberg où Lœwenberg) est une ville de Pologne, située dans la voïvodie de Basse-Silésie. Elle est le siège du powiat de Lwówek Śląski et de la commune (gmina) de Lwówek Śląski. 

## Géographie

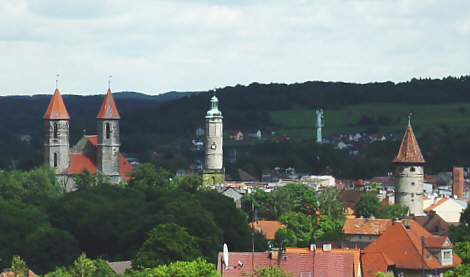
Vue sur la vieille-ville.

La ville est située sur la rive gauche du Bóbr dans l'ouest de la région historique de Basse-Silésie. Lwówek Śląski se trouve à environ 30 km au nord-ouest de Jelenia Góra, à 50 km au sud-ouest de Legnica, à 20 km au sud de Bolesławiec, et à 50 km à l'est de Görlitz et la frontière allemande.

## Histoire
Au début du XIIIe siècle, une colonie s'y établit à l'initiative du duc Henri Ier de Silésie, souverain de la maison Piast. Le lieu de Lewenberc fut mentionné pour la première fois en 1217. Situé à mi-chemin entre les châtellenies de Bolesławiec et de Wleń, il était prévu au départ pour couvrir la frontière de la Silésie avec la Haute-Lusace au-delà des forêts sur la rivière Kwisa à l'ouest. Après Złotoryja, Lwówek était la deuxième ville de droit allemand implantée dans le duché ; c'est en 1217 que le lieu a reçu le droit de Magdebourg. 

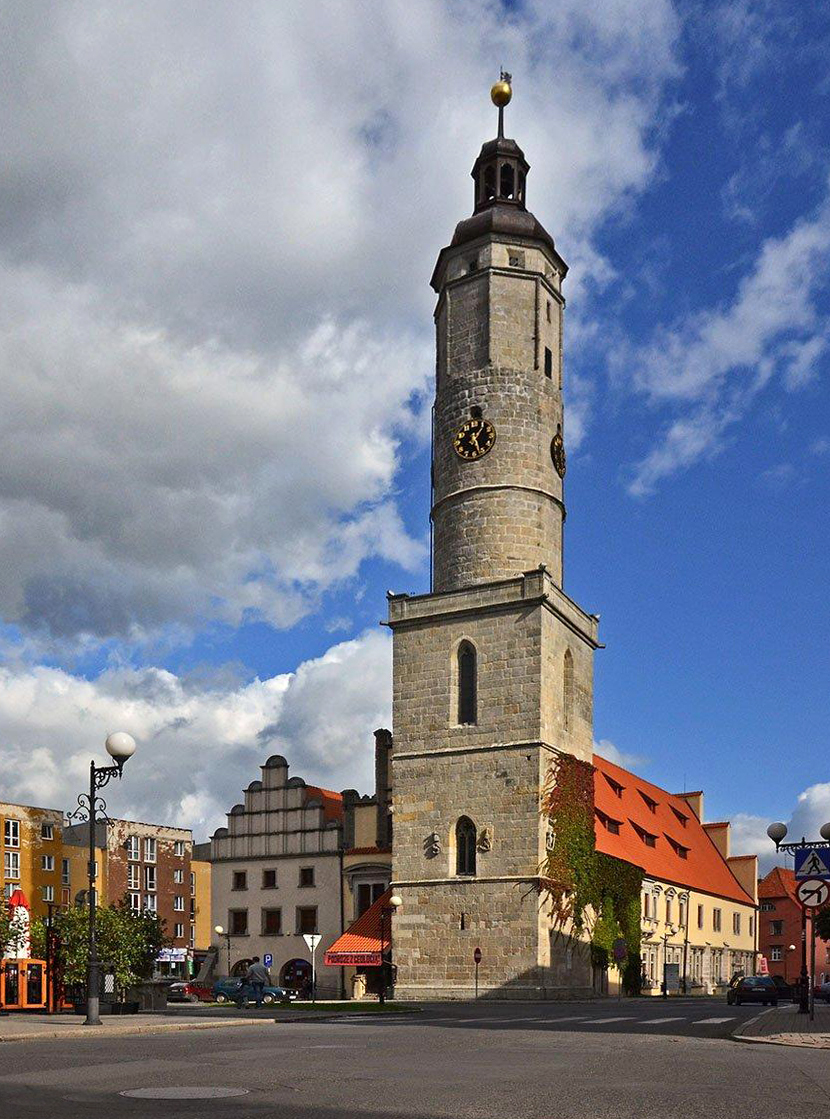
Hôtel de ville.

Très tôt, la ville devint un centre de l'orpaillage. Une route commerciale menait à Lauban et la Via Regia Lusatiæ Superioris. Après le partage de la Silésie en 1248, Lwówek faisait partie du duché de Liegnitz sous le règne de Boleslas II le Chauve qui a fondé à cet endroit un château et un couvent franciscain. Dès 1281, son fils cadet Bernard l’Adroit y a résidé en tant que « duc de Lwówek » ; il a remis l'église paroissiale à l'ordre des Hospitaliers. Après sa mort en 1286, son territoire est alors incorporé au duché de Jawor de son frère Bolko Ier le Sévère. En 1312, le domaine passe à son fils Henri de Jawor qui a doté la ville de nombreux privilèges commerciaux ; une politique maintenue par son neveu Bolko II le Petit, duc de Jawor à partir de 1346.
Après la mort de Bolko II en 1368, son duché est incorporé comme fief accompli à la couronne de Bohême, à condition que sa veuve Agnès de Habsbourg (morte en 1392) en avait reçu l'usufruit. Vers la fin du Moyen-Âge, la ville est un centre de la fabrication d'œuvres textiles tissées et l'une des villes les plus prospères de la Silésie. Les efforts de Caspar Schwenckfeld von Ossig permit à la Réforme protestante de s'installer jusqu'en 1561 ; les frères franciscains avaient quitté la ville en 1543 déjà. La Contre-Réforme a commencé pendant la guerre de Trente Ans et des émeutes ont lieu dans la ville. En 1640, elle fut occupée par les forces suédoises, puis reconquise en 1643 par l'armée impériale. À la fin, la ville s'était retrouvée en ruine.
Pendant la première guerre de Silésie, la ville était occupée par les troupes du roi Frédéric II, puis annexée par le royaume de Prusse aux termes du traité de Breslau en 1742. Le 22 août 1813 a lieu la bataille napoléonienne de Löwenberg contre les forces prussiennes sous le général Blücher, précédant en cela d'une journée celle de Goldberg. De 1816 à 1945, Löwenberg-en-Silésie est le chef-lieu de l'arrondissement de Löwenberg-en-Silésie dans le district de Liegnitz au sein de la province de Silésie. Lœwenberg fut conquise par l'Armée rouge à la fin de la Seconde Guerre mondiale et rattachée à la république de Pologne. La population germanophone restante était expulsée.

## Jumelages
- Noidans-lès-Vesoul (France) depuis 2006

## Personnalités liées à la ville
- Nikolaus von Reusner (1545-1602), juriste ;
- Elias Reusner (1555-1612), historien ;
- Esaias Reusner (1636-1679), compositeur et luthiste ;
- Lucjan Błaszczyk (né en 1974), joueur de tennis de table.